# همايون بهزادي
هومايان بهزادي، (مواليد 20 يونيو 1942 في خرم آباد، إيران - 22 يناير 2016)، لاعب كرة قدم إيراني، ومدرب كرة قدم سابق.
بدأ مسيرته الكروية مع نادي شاهين في عام 1960، ولعب معهم حتى عام 1963، وفي عام 1963 انتقل إلى نادي رايكان طهران، ولعب معهم حتى عام 1966، وفي موسم 1966/1967 انتقل إلى نادي راه أهان، وفي عام 1967 انتقل إلى نادي بيروسبيلوس، ولعب معهم حتى عام 1974.
و قد لعب مع منتخب إيران لكرة القدم منذ عام 1962 وحتى عام 1972، وشارك معهم في 35 مباراة وسجل 11 هدف. وحصل على لقب هداف كأس آسيا 1968.
قام بتدريب نادي بيروسبيلوس في عام 1975، وثم دربهم في موسم 1975/1976.

## روابط خارجية
- همايون بهزادي على موقع قاعدة بيانات كرة القدم.إي يو (الإنجليزية)
- همايون بهزادي على موقع ناشيونال فوتبول تيمز (الإنجليزية)